# Urocystis primulicola
Urocystis primulicola är en svampart som beskrevs av Magnus 1878. Urocystis primulicola ingår i släktet Urocystis och familjen Urocystidaceae.   Inga underarter finns listade i Catalogue of Life.